# Minnesota Lake
Minnesota Lake é uma cidade localizada no estado americano de Minnesota, no Condado de Blue Earth e Condado de Faribault.

## Demografia
Segundo o censo americano de 2000, a sua população era de 681 habitantes.
Em 2006, foi estimada uma população de 656, um decréscimo de 25 (-3.7%).

## Geografia
De acordo com o United States Census Bureau tem uma área de
5,4 km², dos quais 4,1 km² cobertos por terra e 1,3 km² cobertos por água. Minnesota Lake localiza-se a aproximadamente 318 m acima do nível do mar.

## Localidades na vizinhança
O diagrama seguinte representa as localidades num raio de 20 km ao redor de Minnesota Lake.